# 織田信清 (旗本)
織田 信清（おだ のぶきよ）は、江戸時代前期から中期にかけての旗本。通称は数馬、源次郎、左兵衛。

## 生涯
旗本・織田長政の次男として誕生する。生母は松平英親の養女。
元禄3年（1690年）12月12日、高家旗本の兄・信明から大和国宇陀郡山辺中村などで300石を分け与えられて、旗本になる。寄合に所属する。元禄7年（1694年）閏5月7日、中奥番士となる。元禄17年（1704年）2月2日、病気のために退任、小普請に所属する。
享保17年（1732年）4月2日、死去。享年67。

## 系譜
正室はなし。子女は3男2女。
- 父：織田長政
- 母：松平英親の養女
- 正室：なし
- 生母不明の子女
  - 長男：織田信栄 - 高家旗本織田信明（信清の兄）の養子
  - 三男：織田信方 - 織田秀行の養子
  - 男子：織田信安 - 旗本。織田信序の父
  - 長女：お道 - 織田信義継室
  - 女子：織田信栄養女 - 永井尚方[1]室